# 赤池駅 (岐阜県)
赤池駅（あかいけえき）は、岐阜県郡上市美並町山田にある、長良川鉄道越美南線の駅である。駅番号は22。

## 歴史
- 1952年（昭和27年）7月1日：国鉄越美南線の郡上赤池駅（ぐじょうあかいけえき）として開設[1]。旅客営業のみ。
- 1986年（昭和61年）12月11日：越美南線が長良川鉄道へ転換、同社の駅となる[1][2]。同時に赤池駅（あかいけえき）に改称[1][2]。

## 駅構造
単式ホーム1面1線を有する地上駅。
無人駅。ホームには清涼飲料水の自動販売機が設置されていたが、後に撤去された。

## 利用状況
| 年度               | 1日平均乗車人員 |
| ------------------ | --------------- |
| 2011年（平成23年） | 12              |
| 2012年（平成24年） | 8               |
| 2013年（平成25年） | 10              |
| 2014年（平成26年） | 13              |
| 2015年（平成27年） | 12              |

## 駅周辺
- 第三長良川橋梁
- 国道156号
- 神の御杖杉
- 東海北陸自動車道 瓢ヶ岳パーキングエリア

## 隣の駅
長良川鉄道
■越美南線
美並苅安駅（21） - 赤池駅（22） - 深戸駅（23）